# Bischofita
La bischofita es un mineral de cloruro de magnesio hexahidratado con fórmula MgCl 2 · 6H 2 O. Pertenece a los haluros y es un concentrado de sal marina del Período Pérmico (hace casi 200 millones de años). El principal compuesto de la bischofita es el cloruro de magnesio (hasta 350 g / L), además, contiene otros 70 elementos como impurezas, como potasio , sodio , bromo, boro , calcio , silicio , molibdeno , plata , zinc , hierro y cobre . Fue descubierto por Carl-Christian Ochsenius y debe su nombre al geólogo y geoquímico alemán Gustav Bischof (1792 - 1870) fue hallado en las cercanías del río Volga en Rusia. Este mineral es común en los fondos marinos depositados en el Pérmico.

## Formación y yacimientos
Se puede encontrar este mineral formando parte de rocas evaporitas de origen marino, es el punto de cristalización terminal de la secuencia salina K-Mg-Na. Entre las muchas impurezas que suele tener, comúnmente se encuentra enriquecido en bromo, calcio y azufre. Se ha observado que es muy frecuente que aparcezca como mineral secundario formado a partir de la alteración por el agua de la carnalita (KMgCl3·6H2O).
La bischofita se extrae de depósitos que difieren por su composición: algunos de ellos son cuencas de sal donde la bischofita se mezcla con otros minerales como carnalita , halita , kieserita y anhidrita. Estas son las llamadas rocas que contienen bischofita que tienen colores rosa-marrón-amarillo y naranja-rojo. Contienen ente 36 y 58% de bischofita. Los depósitos de carnalita son conocidos en Staßfurt , Alemania , donde se descubrió por primera vez la bischofita. También se descubrieron capas de bischofita subsuperficiales en Kazajistán , Turkmenistán, China y Estados Unidos
Hay depósitos ricos en bischofita con concentraciones de 93-96% del mineral. Uno de esos depósitos raros se encuentra en la región de Volgogrado de Rusia. Otro fue encontrado en la década de 1990 en la región de Poltava en Ucrania . Este es uno de los depósitos de bischofite más profundos (2.5 km [1.6 mi]) y por lo tanto el más antiguo. [5]

## Usos
La Bischofita tiene muchas aplicaciones que van desde materiales de construcción hasta agricultura (tratamiento de semillas, procesamiento de plantas durante el período de vegetación), extracción de aceite (para morteros de rejuntado y solidificación), industria médica y química (producción de magnesio metálico).
La Bishofita se usa en forma de compresas para tratar enfermedades articulares como artritis , fiebre reumática, osteoartritis , artritis reumatoide , espolón calcáneo.
La Bischofita se usa en la producción del cemento Sorel y carnalita sintética . La solución de Bischofita se aplica a los caminos no pavimentados como supresor de polvo.  También se usa en agricultura, medicina veterinaria y ganadería para aumentar el rendimiento del cultivo y tratar a los animales.

## El mineral bischofita
La bischofita es un mineral de la clase 3 según la clasificación de Strunz, de los minerales haluros. Fue descubierta en 1877 en Sajonia (Alemania), dándosele nombre en honor de Karl G. Bischof, geólogo y geoquímico alemán.
Propiedades físicas:
Lustre: Vítreo, opaco.
Transparencia: Transparente, translúcido.
Color: Incoloro a blanco; Traslúcido
Dureza: 1 - 2 en la escala de Mohs
Fractura: Irregular / Desigual.
Cristalografía:
Sistema cristalino: Monoclínica
Clase (HM): 2 / m - Prismático
Grupo espacial: B 2 / m
Parámetros de la celda: a = 9.8607 Å, b = 7.1071 Å, c = 6.0737 Å β = 93.758 °
Morfología:Cristales cortos prismáticos a lo largo de [001]; comúnmente foliado, fibroso, cristalino granular, también masivo
Hermanamiento:Puede gemelos polisintéticamente bajo presión

### Hábito cristalino
Cuando se encuentra asociado al granito y otras rocas ígneas la textura que presenta suele ser granular de tipo masivo, mientras que en otros ambientes sedimentarios suele ser fibroso pero con cristales poco observables, ya que su apetencia por absorber agua ambiental hace que los cristales estén muy deteriorados.